# اندیس تالک و تالک شیست (دره صیدی)
تالک و تالک شیست ( دره صیدی) یک اندیس غیرفلزی است که در حوالی شهر بروجرد استان لرستان قرار دارد و مادهٔ معدنی موجود در آن، تالک است.سنگ میزبان این اندیس گرانیت - گرانودیوریت است و دیرینگی آن به دوران پالئوسن می‌رسد. در این اندیس، پاراژنز‌های SiO۲ یافت می‌شوند.